# Blanchetown
Blanchetown (250 habitants) est un village d'Australie-Méridionale sur la rive droite du fleuve Murray à 130 km au nord est d'Adélaïde.
La ville doit son nom à Lady Blanche MacDonnell, la femme du gouverneur de l'Australie méridionale, Sir Richard MacDonnell. C'est le gouverneur qui choisit personnellement l'emplacement de la ville pour y installer les habitants d'un précédent site de peuplement, Murrundi (ou Moorundee) qui était soumis aux inondations.
La ville accueillit les premiers protecteurs des aborigènes, personnes qui devaient apprendre la langue et les coutumes des premiers habitants et chargées, par la Chambre des Communes britannique, d'assurer une protection des aborigènes contre la cruauté et les injustices.
La ville possède la première écluse construite sur le Murray en 1922 pour permettre un trafic fluvial tout au long de l'année.
En 1869, la ville bénéficia d'un bac pour traverser le fleuve puis en 1963 d'un pont qui a dû être refait depuis pour pouvoir supporter les convois routiers.
La ville étant située au nord de la ligne Goydere, la plaine située autour est considérée comme impropre à la culture; les zones non irrigables servent à l'élevage des moutons, les zones irriguées à la culture des agrumes.